# Le Poët-en-Percip
Le Poët-en-Percip [lə.pɔɛt.ɑ̃.pɛʁsip]  est une commune française située dans le département de la Drôme, en région Auvergne-Rhône-Alpes.

## Géographie

### Localisation
Le Poët-en-Percip est situé à 14 km à l'est de Buis-les-Baronnies. la commune est adhérente à la communauté de communes des Baronnies en Drôme Provençale dont le siège est fixé à Nyons.

### Hydrographie
Le Menon prend sa source sur la commune.

### Climat
Pour des articles plus généraux, voir Climat d'Auvergne-Rhône-Alpes et Climat de la Drôme.
En 2010, le climat de la commune est de type climat méditerranéen altéré, selon une étude du Centre national de la recherche scientifique s'appuyant sur une série de données couvrant la période 1971-2000. En 2020, Météo-France publie une typologie des climats de la France métropolitaine dans laquelle la commune est exposée à un climat de montagne ou de marges de montagne et est dans une zone de transition entre les régions climatiques « Provence, Languedoc-Roussillon » et « Alpes du sud ». 
Pour la période 1971-2000, la température annuelle moyenne est de 8,8 °C, avec une amplitude thermique annuelle de 15,9 °C. Le cumul annuel moyen de précipitations est de 1 024 mm, avec 7,5 jours de précipitations en janvier et 4,7 jours en juillet. Pour la période 1991-2020, la température moyenne annuelle observée sur la station météorologique de Météo-France la plus proche, « St-Auban », sur la commune de Saint-Auban-sur-l'Ouvèze à 4 km à vol d'oiseau, est de 11,6 °C et le cumul annuel moyen de précipitations est de 790,0 mm,. Pour l'avenir, les paramètres climatiques de la commune estimés pour 2050 selon différents scénarios d'émission de gaz à effet de serre sont consultables sur un site dédié publié par Météo-France en novembre 2022.

### Voies de communication et transports
Le territoire de Poët-en-Percip est relié aux autres communes de la région par la route départementale (RD527).

## Urbanisme

### Typologie
Au 1er janvier 2024, Le Poët-en-Percip est catégorisée commune rurale à habitat très dispersé, selon la nouvelle grille communale de densité à 7 niveaux définie par l'Insee en 2022.
Elle est située hors unité urbaine et hors attraction des villes,.

### Occupation des sols
L'occupation des sols de la commune, telle qu'elle ressort de la base de données européenne d’occupation biophysique des sols Corine Land Cover (CLC), est marquée par l'importance des forêts et milieux semi-naturels (81,3 % en 2018), une proportion identique à celle de 1990 (81,3 %). La répartition détaillée en 2018 est la suivante : 
milieux à végétation arbustive et/ou herbacée (45,7 %), forêts (31 %), zones agricoles hétérogènes (18,7 %), espaces ouverts, sans ou avec peu de végétation (4,6 %). L'évolution de l’occupation des sols de la commune et de ses infrastructures peut être observée sur les différentes représentations cartographiques du territoire : la carte de Cassini (XVIIIe siècle), la carte d'état-major (1820-1866) et les cartes ou photos aériennes de l'IGN pour la période actuelle (1950 à aujourd'hui).

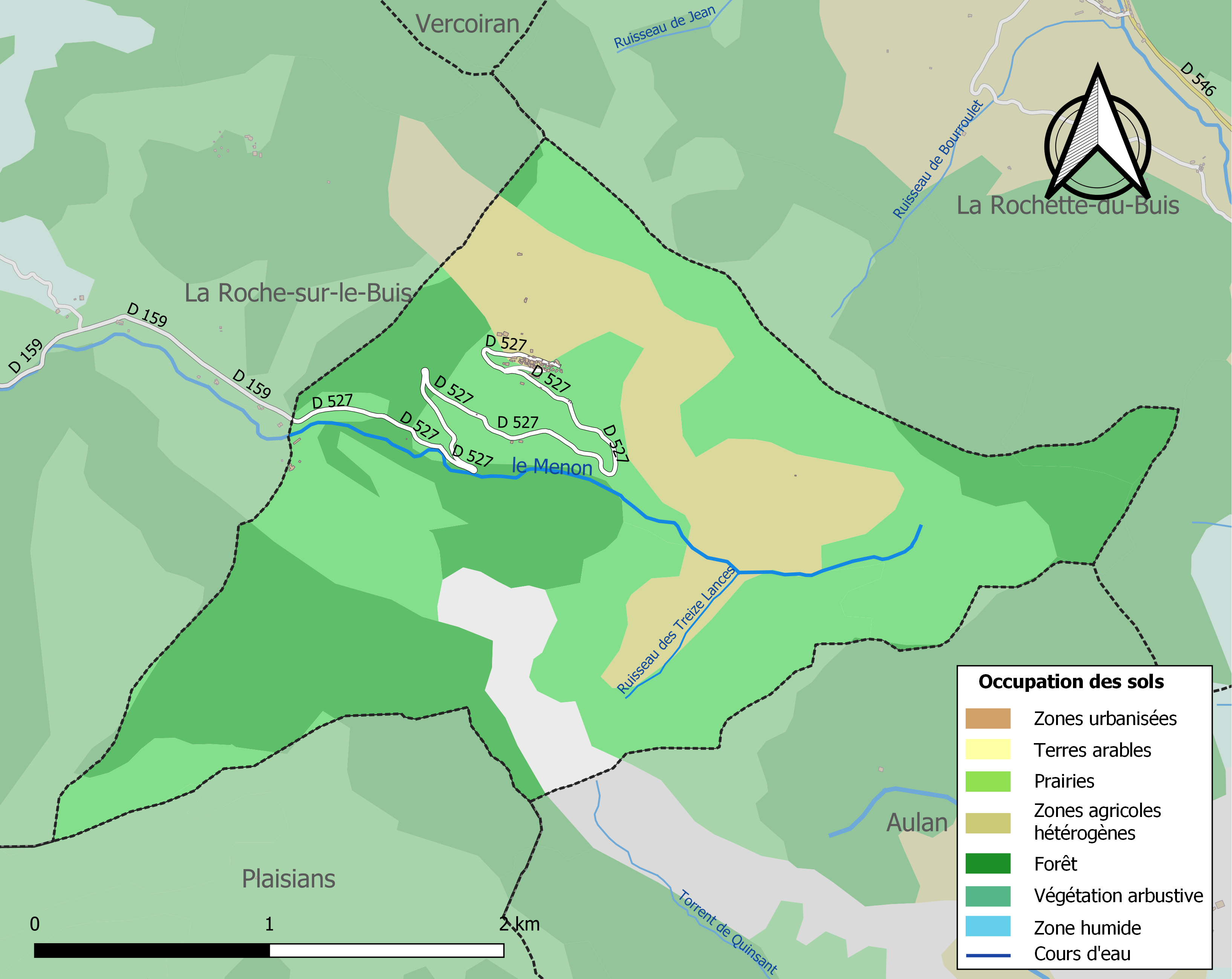
Carte des infrastructures et de l'occupation des sols de la commune en 2018 (CLC).

## Toponymie

### Attestations
Dictionnaire topographique du département de la Drôme :
- 1060 : Poietium (cartulaire de Saint-Victor, 730).
- 1293 : Castrum de Poyeto dam Percipia (Valbonnais, I, 35).
- 1300 : Castrum de Poieto dan Percipia (Inventaire des dauphins, 245).
- 1317 : Poetum d'Ampercipia (Valbonnais, II, 169).
- 1415 : Poyetum de Percipia (inventaire de la chambre des comptes).
- 1481 : Poyetum d'Aspsia supra ruppem supra Buxum (d'Hozier, III, 972).
- 1525 : Poyetum d'Ampercici (terrier de Mévouillon).
- 1751 : Le Poueton d'Empercip (archives de la Drôme, E 4310).
- 1788 : Poet d'Ampercip et Poet d'Ampercipe (Alman. du Dauphiné).
- 1891 : Le Poët-en-Percip, commune du canton de Buis-les-Baronnies.

### Étymologie
- Poët signifie « hauteur » (comme puy)[13].
- Percip[réf. nécessaire].

## Histoire
Pour un article plus général, voir Histoire de la Drôme.

### Du Moyen Âge à la Révolution
La seigneurie :
- Au point de vue féodal, le Poët-en-Percip était une terre de la baronnie de Mévouillon.
- Avant 1060 : possession de Percipie, mère de Rupert, évêque de Gap.
- 1332 : possession des Baux de Brantes.
- 1349 : la terre est cédée aux dauphins.
- Acquise par les Baux d'Avellino.
- Fin XIVe siècle : la terre est partagée entre les Baux et les L'Espine.
- 1428 : les L'Espine possèdent le tout.
- 1635 : la terre passe (par mariage) aux Suarez d'Aulan, derniers seigneurs.

Sous l'Ancien Régime, la communauté gérait ses affaires de manière autonome, tous les habitants ayant part à l'assemblée du village.
Avant 1790, le Poët-en-Percip était une communauté de l'élection de Montélimar et de la subdélégation et du bailliage du Buis, formant une paroisse du diocèse de Gap, dont l'église était sous le vocable de Saint-Simon et dont les dîmes appartenaient au prieur de Rioms (voir ce nom).

### De la Révolution à nos jours
En 1790, la commune est comprise dans le canton de Montbrun. La réorganisation de l'an VIII la place dans le canton de Buis-les-Baronnies.
Le 27 octobre 1972, un Fairchild C-119 Flying Boxcar de l'USAF s'écrase sur le territoire de la commune tuant ses cinq occupants.

## Politique et administration

### Liste des maires
| Période                                  | Période  | Identité       | Étiquette | Qualité              |
| ---------------------------------------- | -------- | -------------- | --------- | -------------------- |
| Les données manquantes sont à compléter. |          |                |           |                      |
| mars 2001                                | 2020     | Jacques Estève | PS        | Agriculteur retraité |
| 2020                                     | En cours | Lionel Estève  |           |                      |

### Rattachements administratifs et électoraux
Jusqu'en mars 2015, la commune dépendait du canton de Buis-les-Baronnies. À la suite du redécoupage des cantons du département, elle est rattachée au canton de Nyons et Baronnies.

## Population et société

### Démographie
En 2022 , la commune du Poët-en-Percip comptait 22 habitants. À partir du XXIe siècle, les recensements réels des communes de moins de 10 000 habitants ont lieu tous les cinq ans. Les autres chiffres sont des estimations.
| 1793 | 1800 | 1806 | 1821 | 1831 | 1836 | 1841 | 1846 | 1851 |
| ---- | ---- | ---- | ---- | ---- | ---- | ---- | ---- | ---- |
| 107  | 108  | 103  | 129  | 164  | 180  | 156  | 159  | 140  |

| 1856 | 1861 | 1866 | 1872 | 1876 | 1881 | 1886 | 1891 | 1896 |
| ---- | ---- | ---- | ---- | ---- | ---- | ---- | ---- | ---- |
| 125  | 132  | 146  | 137  | 117  | 105  | 106  | 106  | 93   |

| 1901 | 1906 | 1911 | 1921 | 1926 | 1931 | 1936 | 1946 | 1954 |
| ---- | ---- | ---- | ---- | ---- | ---- | ---- | ---- | ---- |
| 83   | 87   | 82   | 64   | 71   | 64   | 42   | 38   | 31   |

| 1962 | 1968 | 1975 | 1982 | 1990 | 1999 | 2006 | 2007 | 2012 |
| ---- | ---- | ---- | ---- | ---- | ---- | ---- | ---- | ---- |
| 33   | 25   | 19   | 22   | 17   | 17   | 19   | 19   | 18   |

| 2017 | 2022 | - | - | - | - | - | - | - |
| ---- | ---- | - | - | - | - | - | - | - |
| 17   | 22   | - | - | - | - | - | - | - |

### Enseignement
La communes est rattachée à l'académie de Grenoble.

### Manifestations culturelles et festivités
- Fête : le 28 octobre[20].

#### Loisirs
- Randonnée[20].

### Médias
Le territoire de la commune se situe dans l'aire de diffusion de plusieurs médias :

#### Presse écrite
- Le Dauphiné libéré, quotidien régional qui consacre, chaque jour, y compris le dimanche, dans son édition de Nyons, un ou plusieurs articles à l'actualité du canton et de la commune, ainsi que des informations sur les éventuelles manifestations locales, les travaux routiers, et autres événements divers à caractère local.
- L'Agriculture Drômoise, journal d'informations agricoles et rurales, couvre l'ensemble du département de la Drôme.
- Drôme Hebdo (ancien Peuple Libre), hebdomadaire chrétien d'informations.

#### Presse audio-visuelle
- Ici Drôme Ardèche est une station radio publique diffusée sur le territoire des deux départements.

## Économie

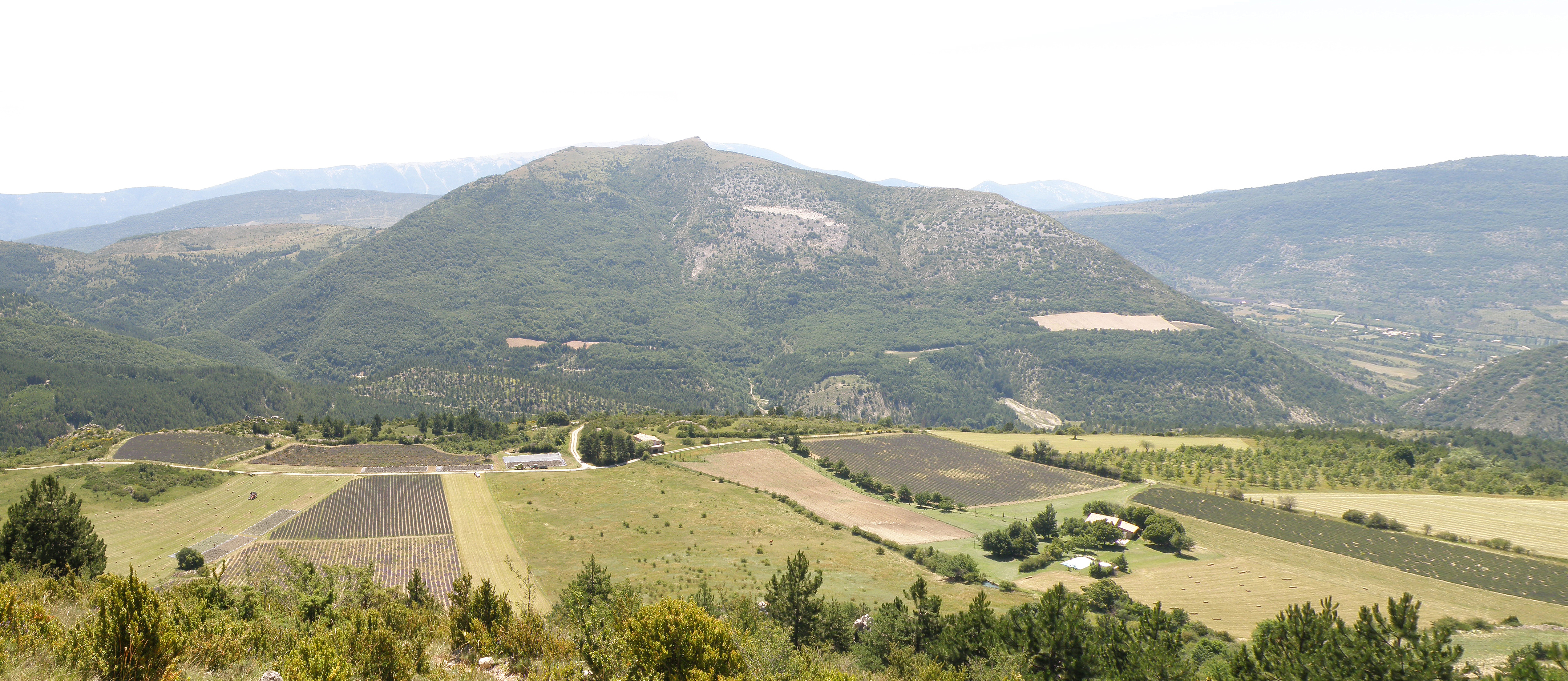
Lieu-dit le Coup d'Huery, au nord du bourg. Lavande en cours de récolte. À l'arrière-plan, montagne de Banne, et au loin, à l'horizon à gauche, silhouette du mont Ventoux.

En 1992 : lavande (essence), tilleul, caprins, ovins, volailles, apiculture (miel).

## Culture locale et patrimoine

### Lieux et monuments

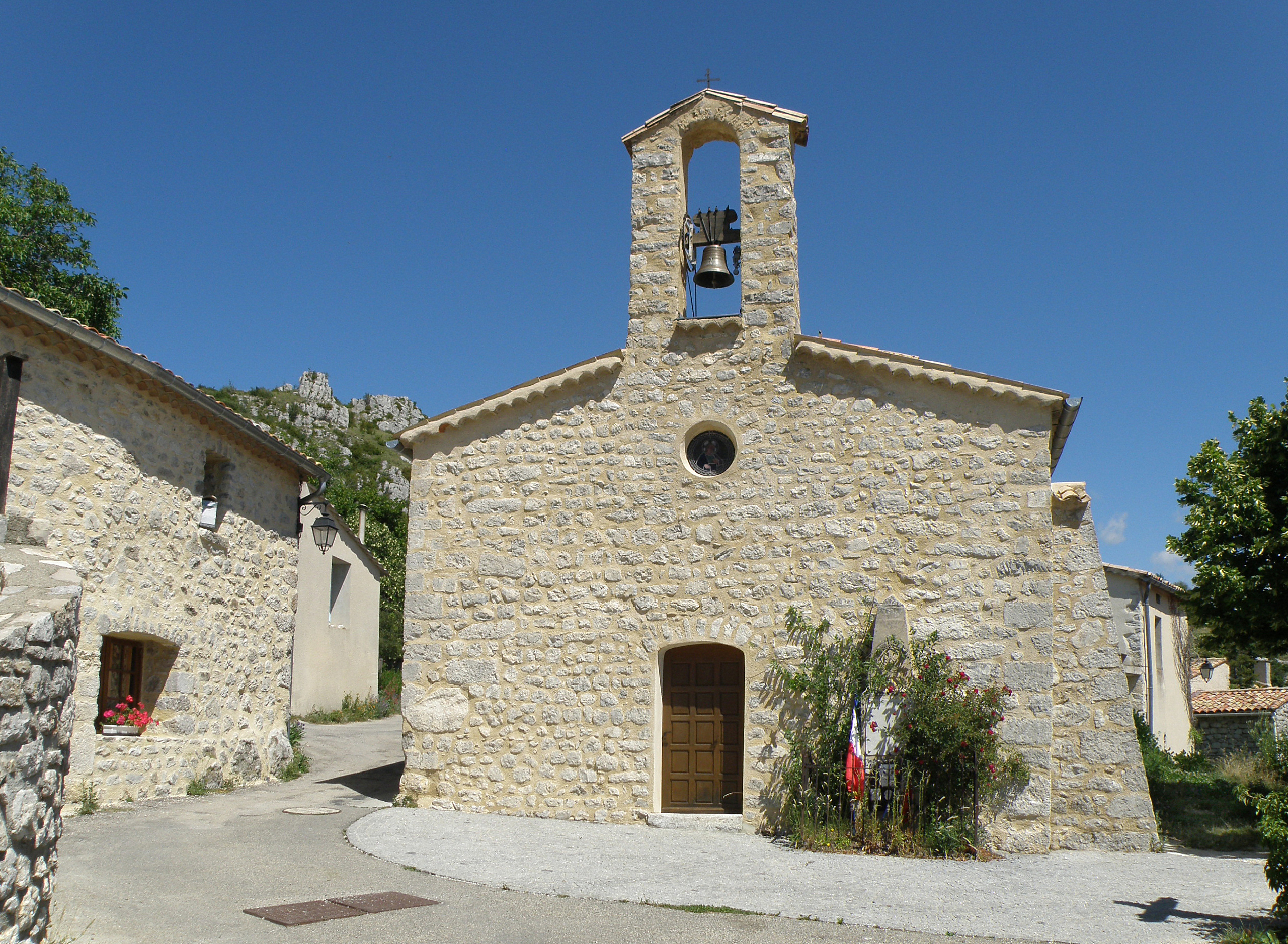
Église Saint-Simon.

- Au Poët-en Percip, il n'y a plus au-dessus du village que quelques empreintes de taille dans le rocher rappelant l'existence d'une ancienne construction « forte »[réf. nécessaire].
- Église catholique du début XIXe siècle[20] (paroissiale) Saint-Simon[réf. nécessaire].

### Patrimoine naturel
La commune fait partie du Parc naturel des Baronnies provençales créé en 2015.

### Héraldique, logotype et devise
|  | Le Poët-en-Percip possède des armoiries dont l'origine et le blasonnement exact ne sont pas disponibles. |